# Euconocephalus australis
Euconocephalus australis är en insektsart som först beskrevs av Bolívar, I. 1884.  Euconocephalus australis ingår i släktet Euconocephalus och familjen vårtbitare. Inga underarter finns listade i Catalogue of Life.